# Basili de Selèucia
Basili de Selèucia (en llatí Basilius, en grec antic Βασίλιος o Βασιλείος) va ser bisbe de Selèucia d'Isàuria del 448 al 458.
Es va posicionar contra l'heretgia eutiquiana i per la deposició de Diòscor, defensor d'Eutiques. Va ser el principal crític d'aquella heretgia al concili de Constantinoble, convocat pel patriarca Flavià l'any 448. En canvi al concili d'Efes del 449 es va pronunciar en contra suposadament induït per les amenaces i la violència dels partidaris del monofisisme que pels seus arguments, això li va costar ser deposat, però va rectificar i el papa el va restablir en el seu càrrec, i va signar una condemna a Eutiques i Diòscor continguda a l'Epístola dogmàtica del Papa Lleó a Flavià. L'any 458 va signar amb els altres bisbes d'Isàuria, una petició a l'emperador Lleó I per que usés la seva influència i fes complir les actes del concili de Calcedònia i deposar Timoteu II d'Alexandria, patriarca intrús de Constantinoble. Se suposa que va morir poc després, ja que no torna a ser mencionat.
Va escriure algunes obres i entre elles 40 homilies sobre diversos passatges de l'Antic Testament, la principal de les quals la del sacrifici d'Abraham. També va escriure un versos dels miracles de Tecla d'Iconi, segons diu el bisbe Foci.